# Frederick Richard
Frederick Richard (né le 23 avril 2004 à Boston) est un gymnaste américain.
Il remporte la médaille de bronze du concours général par équipe aux Championnats du monde 2023, couplé à une médaille de bronze au concours général individuel avec un total de 84,332 points (et une première place sur l'épreuve du sol).